# Journal of Conchology
«Journal of Conchology» — науковий журнал з малакології, видається Конхіологічною спілкою Великої Британії та Ірландії з 1879 року. Є найстарішим малакологічним журналом у світі, що безперервно видається під однією назвою.
Друкує переважно статті з таксономії, охорони, екології та біогеографії молюсків будь-яких груп з будь-яких регіонів.